# Carovigno
Carovigno – miejscowość i gmina we Włoszech, w regionie Apulia, w prowincji Brindisi.
Według danych na rok 2004 gminę zamieszkiwało 15 098 osób, 143,8 os./km².

## Miasta partnerskie
- Korfu, Grecja